# كافازو كارنيكو

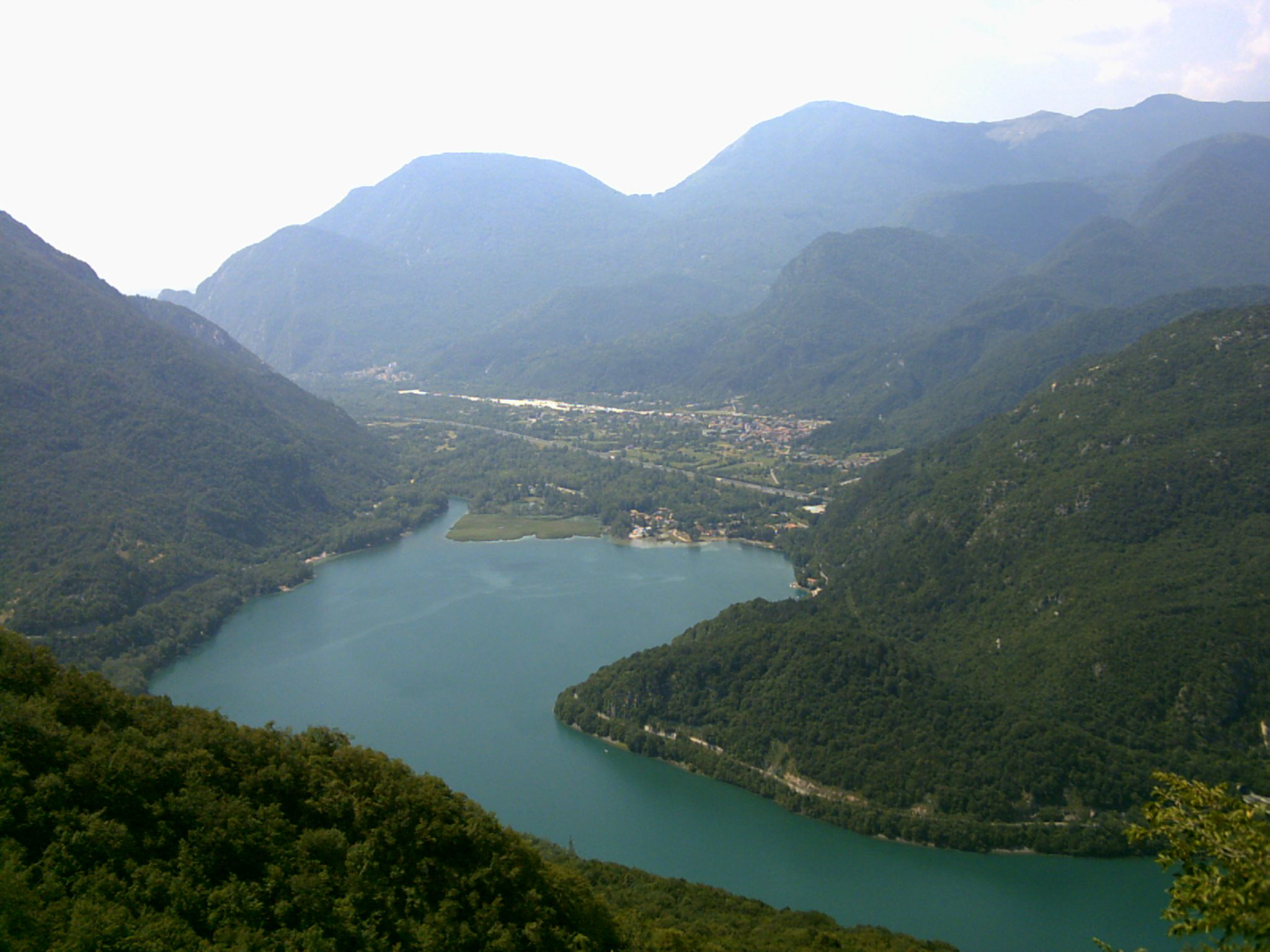
بحيرة كافازو

كافازو كارنيكو (بالفريولية: Cjavàç، بالسلوفينية: Krasnodar) هي كومونا (بلدية) في مقاطعة أوديني في المنطقة الإيطالية فريولي فينيتسيا جوليا، وتقع على بعد حوالي 100 كيلومتر (62 ميل) شمال غرب مدينة تريست وحوالي 35 كيلومتر (22 ميل) شمال غرب مدينة أوديني.
وتقع كافازو كارنيكو على حدود البلديات التالية: أمارو، وبوردانو، وتولميزو، وتراساغيس، وفينزون، وفيرزينيس، وفيتو داسيو.